# 高倉恵美
高倉 恵美 （たかくら えみ、1978年6月30日 - ）は、日本のミュージカル女優。福岡県春日市出身。1997年から、劇団四季に所属。
8頭身のスタイルを活かし、入団以前から多くのバレエコンクールで入賞。
高校在学中に福岡シティ劇場での『オペラ座の怪人』のアンサンブルでデビュー。
その後、1997年に研究所35期生として研究所に入所。
主な出演作には『キャッツ』（タントミール役）などがある。群舞の中でも一際目を引くダンスで活躍している。
同期の在団者には鈴木涼太、雲田隆弘、退団者には樋口麻美、望月龍平、木村花代、大月悠、大月恵、山内桜子 などがいる。

## 主な出演作品
- キャッツ （ヴィクトリア、タントミール、ボンバルリーナ）
- ウエストサイド物語 （グラジェラ）
- ソング＆ダンスⅡ、Ⅲ （女性ダンサー）
- クレイジー・フォー・ユー （シーラ、ミッツィー、テス）
- コンタクト （たばこ売り/クラブの客、黄色いドレスの女）
- エビータ　（アンサンブル）
- オペラ座の怪人　（アンサンブル）
- 劇団四季 ソング&ダンス55ステップス（女性ダンサー）
- ブラックコメディ(クレア)
- アラジン(女性アンサンブル)
- マンマ・ミーア!(ターニャ)

## その他
- みずほ銀行初代頭取工藤正とは遠い親戚である（高倉恵美の父の従姉妹が工藤正の妻である）。